# Грендель (предстоящий фильм)
«Гре́ндель» (англ. Grendel) — предстоящий фильм Роберта Д. Кржиковски в жанре фэнтези на основе одноимённого романа Джона Гарднера. В нём снимутся Джефф Бриджес, Дейв Батиста, Брайан Крэнстон, Сэм Эллиотт, Томасин Маккензи, Эйдан Тернер и Ти-Боун Бернетт.

## Сюжет
Сюжет основан на эпической поэме «Беовульф», рассказанной с точки зрения чудовища Гренделя, который терроризирует королевство короля Хродгара.

## В ролях
- Джефф Бриджес — Грендель
- Дейв Батиста — Беовульф
- Брайан Крэнстон — король Хродгар
- Сэм Эллиотт — дракон
- Томасин Маккензи — королева Вальхтеов
- Эйдан Тернер — Унферт
- Ти-Боун Бернетт — Сказитель

## Производство
В мае 2024 года стало известно, что Джефф Бриджес, Дейв Батиста, Брайан Крэнстон, Сэм Эллиотт, Томасин Маккензи, Эйдан Тернер и Ти-Боун Бернетт снимутся в фильме Роберта Д. Кржиковски «Грендель». Бернетт напишет несколько оригинальных песен к фильму, а производством займётся компания The Jim Henson Company. В ноябре стало известно, что композитором фильма станет Джо Креймер.
Съёмки пройдут в Ирландии в 2025 году.